# Sumpkællingetand
Sumpkællingetand (Lotus pedunculatus), også skrevet Sump-Kællingetand, er en plante i ærteblomstfamilien. Karakteristisk i forhold de andre danske Lotus-arter er, at skærmene mest er 7-15-blomstrede, stænglen er hul og bægertænderne er hårede og tilbagebøjede før udspring.
I Danmark er arten almindelig i Jylland og findes hist og her i resten af landet. Underarten klitkællingetand (subsp. vestitus), der er tæt håret, er sjælden i klitlavninger og hedekær i Vestjylland.